# سنت لوئیس کاردینالز

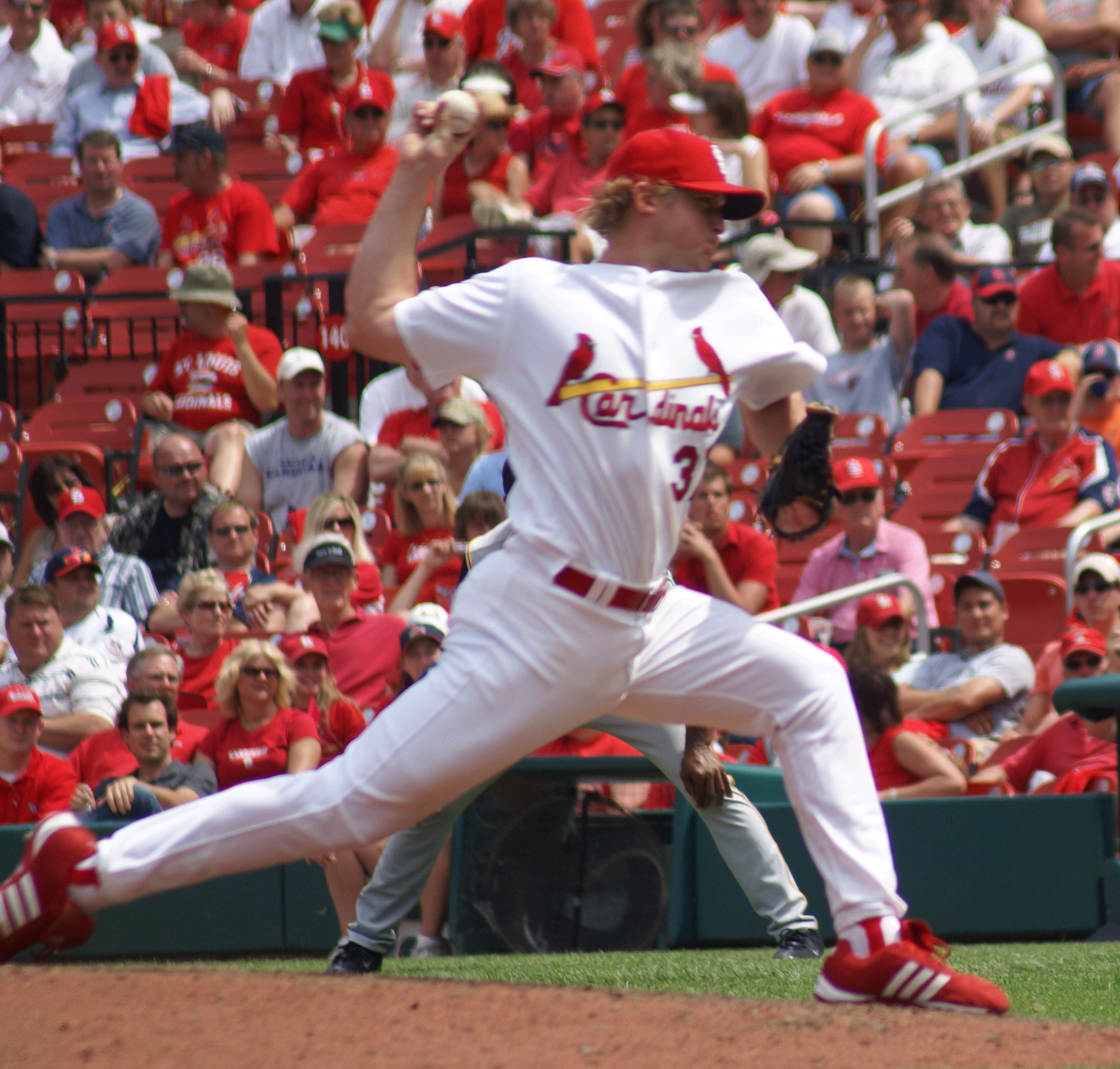

سنت لوئیس کاردینالز (در انگلیسی: St. Louis Cardinals) نام یکی از مشهورترین تیم های لیگ برتر بیسبال آمریکا است. 
مرکز تیم در شهر سنت لوئیس است .

## وب‌گاه رسمی
- وبگاه تیم بایگانی‌شده  در ۲۶ ژانویه ۲۰۰۷ توسط Wayback Machine